# Nico Melamed
Nicolás Melamed Ribaudo (Castelldefels, 11 de abril de 2001), más conocido como Nico Melamed, es un futbolista español que juega en la demarcación de centrocampista para la U. D. Almería de la Segunda División de España.

## Biografía
Natural de Castelldefels, de madre argentina, es nieto de Felipe Ribaudo, delantero argentino surgido del Club Ferro Carril Oeste que formó parte del plantel del Estudiantes de La Plata que le ganó al Manchester United en la histórica final de la Intercontinental de 1968.
Empezó a formarse como futbolista en la U. E. Cornellà y en 2013, con apenas 12 años, ingresaría en la cantera del R. C. D. Espanyol. En la temporada 2018-19 llegaría al filial de la Segunda División B con el que debutaría en febrero de 2019.
Durante la segunda vuelta de esa temporada jugó 12 encuentros con el R. C. D. Espanyol B en los que anotó dos goles. 
El 15 de agosto de 2019 debutó con el primer equipo en un encuentro frente al F. C. Lucerna en la tercera ronda de previa de la Liga Europa, en el que jugó poco más de media hora, convirtiéndose en el primer jugador nacido en el siglo XXI que debutaba en el Espanyol con solo 18 años y 126 días.
En noviembre de 2019 renovó hasta 2023 con una cláusula de rescisión de 8 millones de euros.
Durante la temporada 2019-20 disputó 27 partidos en el grupo III de la Segunda División B, anotando 7 goles.
El 25 de junio de 2020 debutó en Primera División con el R. C. D. Espanyol en una derrota por un gol a cero frente a la Real Betis Balompié. Al término de la temporada 2019-20, después del parón por el coronavirus, llegaría a disputar otros 5 partidos más con el primer equipo. El 4 de octubre de ese mismo año, en el encuentro de liga de la Segunda División frente al C. E. Sabadell disputado en la Nova Creu Alta, anotaría el gol de la victoria por cero goles a uno, dando los tres punto al conjunto "perico".
El 3 de julio de 2024, tras haber ayudado al R. C. D. Espanyol a ascender a Primera División y una vez expirado su contrato, fichó por la U. D. Almería hasta junio de 2030.

## Selección nacional
Ha sido internacional con la selección española en la categoría sub-19.
En 2019 estuvo en la órbita de ser convocado para integrar los planteles juveniles de la selección argentina por Lionel Scaloni.

## Clubes
Actualizado al último partido disputado en la temporada 2024-25.
| Club                           | Div.          | Temporada     | Liga  | Liga  | Copas | Copas | Internacional | Internacional | Total | Total |
| Club                           | Div.          | Temporada     | Part. | Goles | Part. | Goles | Part.         | Goles         | Part. | Goles |
| ------------------------------ | ------------- | ------------- | ----- | ----- | ----- | ----- | ------------- | ------------- | ----- | ----- |
| R. C. D. Espanyol "B" · España | 2.ª B         | 2018-19       | 12    | 2     | ―     | ―     | ―             | ―             | 12    | 2     |
| R. C. D. Espanyol "B" · España | 2.ª B         | 2019-20       | 27    | 7     | ―     | ―     | ―             | ―             | 27    | 7     |
| R. C. D. Espanyol "B" · España | Total club    | Total club    | 39    | 9     | 0     | 0     | 0             | 0             | 39    | 9     |
| R. C. D. Espanyol · España     | 1.ª           | 2019-20       | 6     | 0     | 0     | 0     | 1             | 0             | 7     | 0     |
| R. C. D. Espanyol · España     | 2.ª           | 2020-21       | 33    | 6     | 3     | 0     | ―             | ―             | 36    | 6     |
| R. C. D. Espanyol · España     | 1.ª           | 2021-22       | 31    | 1     | 2     | 0     | ―             | ―             | 33    | 1     |
| R. C. D. Espanyol · España     | 1.ª           | 2022-23       | 32    | 1     | 4     | 2     | ―             | ―             | 36    | 3     |
| R. C. D. Espanyol · España     | 2.ª           | 2023-24       | 26    | 4     | 0     | 0     | ―             | ―             | 26    | 4     |
| R. C. D. Espanyol · España     | Total club    | Total club    | 128   | 12    | 9     | 2     | 1             | 0             | 138   | 14    |
| U. D. Almería · España         | 2.ª           | 2024-25       | 40    | 7     | 4     | 1     | ―             | ―             | 44    | 8     |
| U. D. Almería · España         | Total club    | Total club    | 40    | 7     | 4     | 1     | 0             | 0             | 44    | 8     |
| Total carrera                  | Total carrera | Total carrera | 207   | 28    | 13    | 3     | 1             | 0             | 221   | 31    |
| 1. 2.                          |               |               |       |       |       |       |               |               |       |       |

## Palmarés

### Títulos nacionales
| Título                     | Club              | País   | Año  |
| -------------------------- | ----------------- | ------ | ---- |
| Segunda División de España | R. C. D. Espanyol | España | 2021 |